# Jindřich Svoboda
Jindřich Svoboda (Brno, 14 settembre 1952) è un ex calciatore cecoslovacco, di ruolo attaccante. Realizzò la rete che consentì alla sua Nazionale di ottenere l'oro alle Olimpiadi del 1980, battendo in finale la Germania Est..